# Гроші (Марамуреш)
Гроші (рум. Groși) — село у повіті Марамуреш в Румунії. Адміністративний центр комуни Гроші.
Село розташоване на відстані 402 км на північний захід від Бухареста, 5 км на південь від Бая-Маре, 93 км на північ від Клуж-Напоки.

## Населення
За даними перепису населення 2002 року у селі проживала 1191 особа.
Національний склад населення села:
| Національність | Кількість осіб | Відсоток |
| -------------- | -------------- | -------- |
| румуни         | 1182           | 99,2%    |
| угорці         | 9              | 0,8%     |

Рідною мовою назвали:
| Мова      | Кількість осіб | Відсоток |
| --------- | -------------- | -------- |
| румунська | 1185           | 99,5%    |
| угорська  | 6              | 0,5%     |